# Giovani Cechi

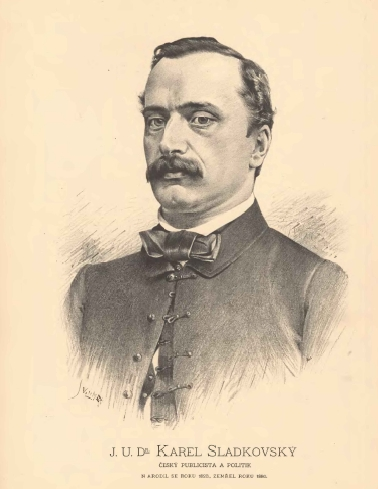
Karel Sladkovský. Ritratto di Jan Vilímek (1860–1938).

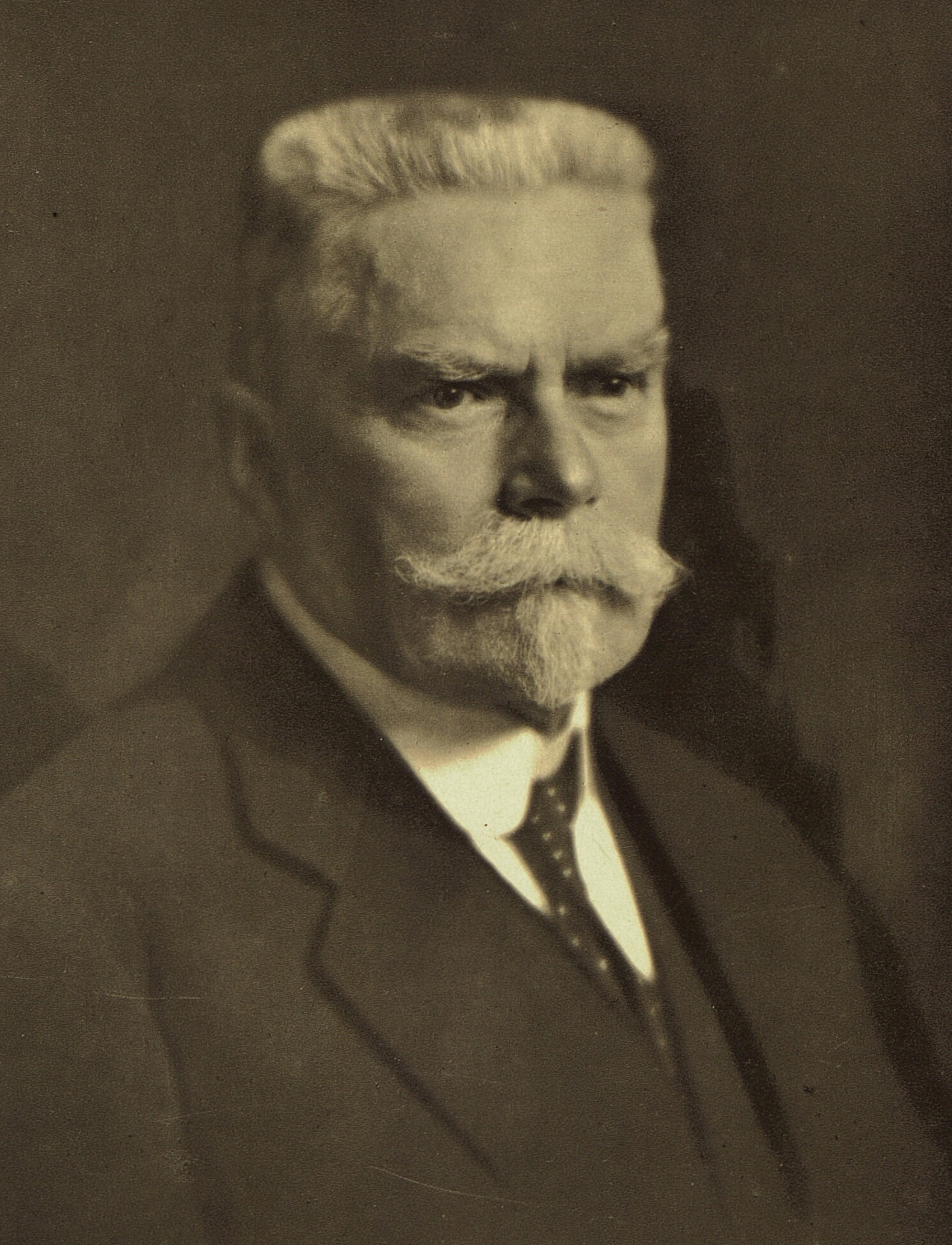
Karel Kramář.

Il partito dei Giovani Cechi (ceco: Mladočeši), conosciuto anche come Partito Nazionale Liberale (ceco: Národní strana svobodomyslná), è stato un partito politico della Boemia austro-ungarica fondato nel 1874 sotto la direzione di Karel Sladkovský. Il partito, a carattere nazionalista, nasce da una scissione interna al Partito Nazionale Ceco (Národní Strana), definito dei Vecchi Cechi (Staročeši), al quale si contrappone da subito, affermandosi alle elezioni parlamentari del 1891 e interrompendo l'egemonia dei Vecchi Cechi.
Il partito dei Giovani Cechi sarebbe stata la prima forza politica ceca sino al 1914 e nel 1918, dopo la prima guerra mondiale e con la nascita dello stato cecoslovacco si fuse con altri piccoli partiti trasformandosi nella Democrazia Nazionale Cecoslovacca (Československá Národní Demokracie) con a capo Karel Kramář primo ministro del nuovo stato cecoslovacco.